# 니시구 (히로시마시)
니시구(일본어: 西区)는 일본 히로시마현 히로시마시의 행정구 중 하나이다.

## 인접한 자치체
- 히로시마시
  - 나카구, 히가시구, 아사미나미구, 사에키구

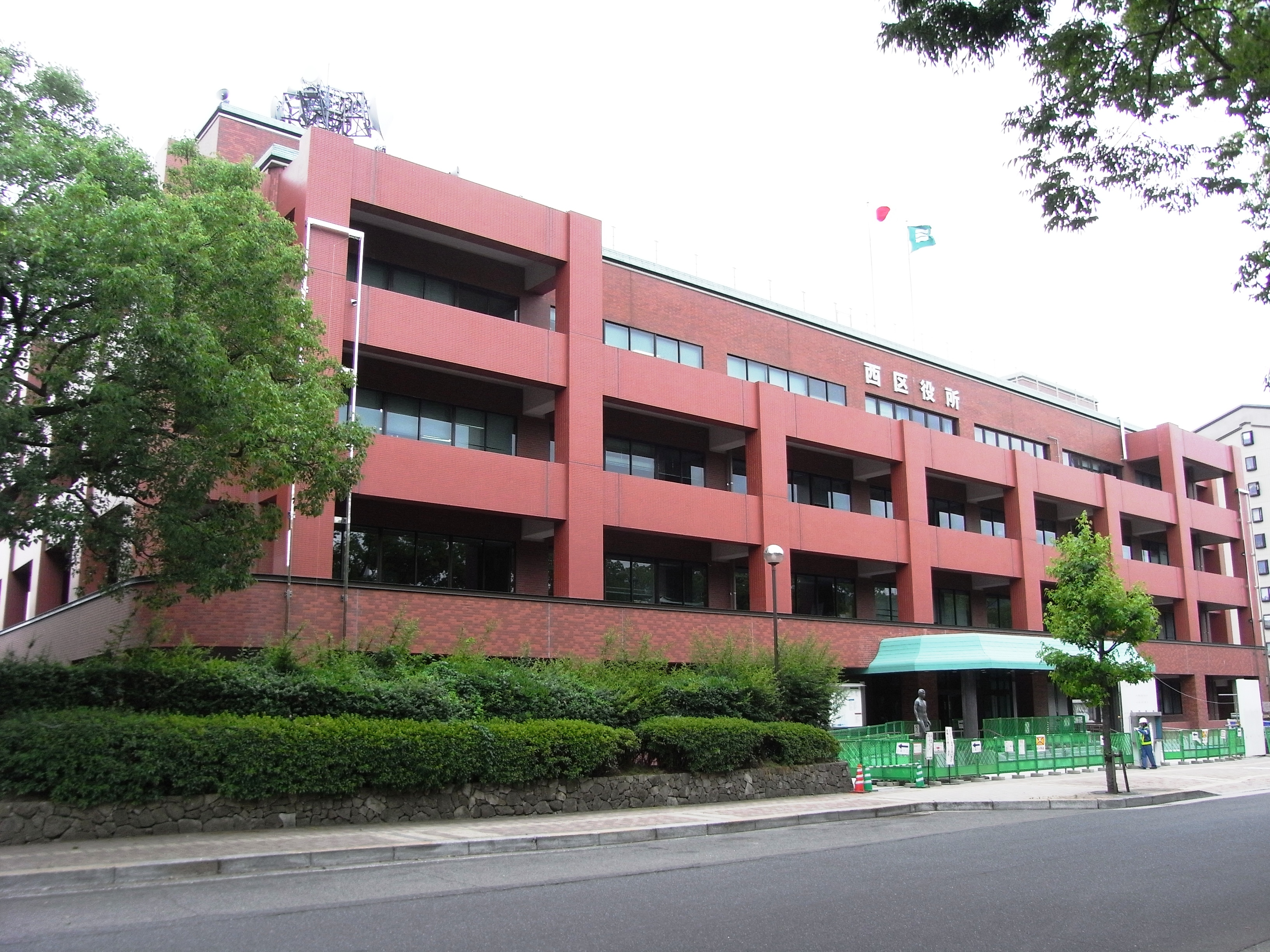
히로시마시 니시구청

## 교통

### 철도
- 서일본 여객철도
  - 산요 본선
  - 가베선

- 히로시마 전철
  - 본선
  - 미야지마선
  - 요코가와선

### 도로
- 히로시마 고속 4호선(일본어판)
- 히로시마 고속 3호선(일본어판)
- 국도 제2호선
- 국도 제54호선

### 공항
- 히로시마 서비행장(일본어판)